# Malorie Blackman

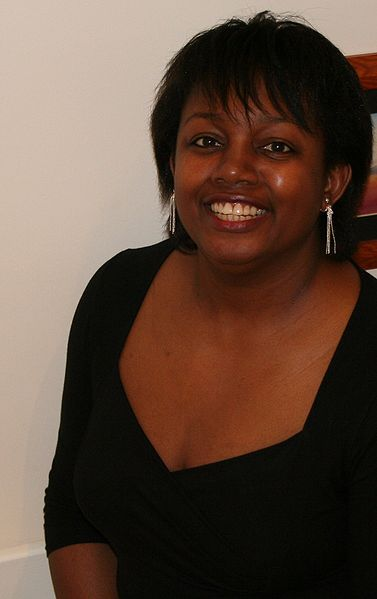
Malorie Blackman.

Malorie Blackman, född 8 februari 1962, är en brittisk författare av barn- och ungdomslitteratur. Åren 2013-2015 utnämndes hon till "Children's Laureate", läsambassadör i Storbritannien.
Blackman har många gånger använt science fiction för att utforska sociala och etiska frågor. Hennes mest kända och hyllade bokserie Noughts and Crosses hanterar ämnet rasism och utspelar sig i en alternativhistorisk dystopi där mänskligheten utvecklades medan Pangea fortfarande fanns kvar som kontinent. Första boken i serien filmatiseras nu av BBC.

## Böcker
Ett urval av Malorie Blackmans böcker.

### Noughts and Crosses-serien
- Noughts and Crosses (2001)
- An Eye For an Eye (2003) (långnovell)
- Knife Edge (2003)
- Checkmate (2004)
- Double Cross (2008)

### Svenska titlar
- Fru Svenssons familj, Sjöstrand. (1995)
- Spöket på nätet, Damm förlag. (1998)
- Jag kallas Jon, Argasso bokförlag. (2015)
- Robot, Argasso bokförlag. (2016)